# 루시아나 팔루치
루차나 팔루치(Luciana Paluzzi, 1937년 6월 10일 ~ )는 이탈리아의 영화 배우이다.

## 영화
- 본드 걸, 그 영원한 매력 (2002, Bond Girls Are Forever) - 본인 역 (다큐멘터리)
- 그리스의 대부 (1978년) - 파올라 스코티 역
- 버닝 크로스 (1974년) - 트릭시 역
- 이탈리안 커넥션 (1972년) - 에바 랄리 역
- 컴투게더 (1971년) - 리사 역
- 네모 선장과 수중도시 (1969년) - 말라 역
- 99명의 여자 (1969년) - 나탈리 멘도사 역
- 샤라즈 (1968년) - 미치아나 역
- 감마 3호 우주대작전 (1968년) - Dr. 리사 벤슨 역
- OSS 117 - 로마 작전 (1968년) - 모드 역
- 추카 (1967년) - 베로니카 클라이츠 역
- 007 선더볼 작전 (1965년) - 피오나 볼페 역
- 0011 나폴레옹 솔로 - 구사일생 (1964년) - 안젤라 역
- 해변 파티 2 - 육체미 해변 파티 (1964년) - 줄리 역
- 페이튼 플레이스 2 (1961년) - 라파엘라 카터 역
- 외무부의 칼턴-브라운 (1959년) - 일례나 공주 역
- 벵갈의 호랑이 (1958년) - 바하라니 역